# Freddy Macdonald
Freddy Macdonald (* 12. Oktober 2000 in Santa Monica) ist ein schweizerisch-US-amerikanischer Filmregisseur, Drehbuchautor und Editor.

## Leben
Freddy Macdonald wurde am 12. Oktober 2000 im kalifornischen Santa Monica geboren. Er besitzt die Schweizer und die US-amerikanische Staatsbürgerschaft.
Macdonalds sechsminütiger Kurzfilm Sew Torn aus dem Jahr 2019, den er als Bewerbungsfilm für die Filmhochschule realisierte, wurde von Searchlight Pictures erworben und qualifizierte sich für den Oscar. Noch im selben Jahr wurde er am American Film Institute aufgenommen, als jüngster Regie-Absolvent aller Zeiten. Macdonalds hier entstandener Kurzfilm Shedding Angels von 2022, sein Abschlussfilm nach einem zweijährigen Studium, wurde bei den Student Academy Awards als Drittplatzierter mit Bronze ausgezeichnet.
Die Weltpremiere seines ersten abendfüllenden Spielfilms Sew Torn, für den er gemeinsam mit seinem Vater Fred Macdonald auch das Drehbuch schrieb und den Filmschnitt übernahm, fand im März 2024 beim South by Southwest Film Festival statt.
Macdonald wird vertreten durch die Künstleragentur United Talent Agency.

## Filmografie
- 2014: Flappy Glitch (Kurzfilm, Regie)
- 2014: Izzy (Kurzfilm, Regie und Drehbuch)
- 2016: Gifted: Thanksgiving Post Mortem (Kurzfilm, Regie, Drehbuch und Filmschnitt)
- 2017: The Father of Art (Kurzfilm, Regie und Drehbuch)
- 2019: I’m Good (Kurzfilm, Regie, Drehbuch und Filmschnitt)
- 2019: Sew Torn (Kurzfilm, Regie, Drehbuch und Filmschnitt)
- 2022: Shedding Angels (Kurzfilm, Regie und Drehbuch)
- 2024: Sew Torn (Regie, Drehbuch und Filmschnitt)

## Auszeichnungen
South by Southwest Film Festival
- 2024: Nominierung für den Kickstarter NextGen Award (Sew Torn)

Locarno Film Festival
- 2024: Nominierung für den Letterbox Piazza Grande Award (Sew Torn)